# Santa Clara (São Tomé)
Santa Clara ist ein Ort im Süden des Distrikts Mé-Zóchi auf der Insel São Tomé im Inselstaat São Tomé und Príncipe.

## Geographie
Der Ort liegt südwestlich von Trindade zwischen Santa Fé und Santa Luisa, südlich der Abzweigung von Quingué und Milagrosa.